# Aymar de Prie
Aymar de Prie, seigneur de Montpoupon et de Buzançais, a été le dernier grand maître des arbalétriers de France pendant le règne de François Ier. Il est né en 1453 et mort en 1527.
Frère du cardinal René de Prie et du Grand queux Louis de Prie (père d'Aymon, le 1er mari d'Avoye de Chabannes-Dammartin, dame de Toucy et de Courtenay, fille de Jean et petite-fille d'Antoine de Chabannes), il était le fils d'Antoine de Prie, seigneur de Buzançais, grand queux de France, et de Madeleine dʼAmboise, sœur de Pierre.
Il a été marié à Claude de Choiseul-Traves de Dracy ; puis à Claudine, fille de Marc de la Baume-Montrevel, d'où - Edme de Prie et la suite des sires de Montpoupon et des comtes de Toucy.

## Guerre d'Italie
Il participe en 1515 aux guerres d'Italie.

## Château de Chenonceau
Il apparaît dans les péripéties de l'achat du château de Chenonceau par Thomas Bohier. Il rachète la propriété en 1506 quand elle est vendue aux enchères à cause des dettes de son propriétaire. Thomas Bohier demande alors au parlement de casser cette décision.
En 1512, la terre de Chenonceau est de nouveau saisie et remise aux enchères. Elle est adjugée
à Thomas Bohier pour 15 641 livres. Aymar de Prie avait avancé 18 000 livres mais il se désiste au
dernier moment peut-être contre une compensation financière de la part de Thomas Bohier.